# Chemini Atseret
Chemini Atseret (hébreu: יּוֹם הַשְּׁמִינִי עֲצֶרֶת Yom hachemini atseret « solennité de clôture du huitième jour ») est une fête juive prescrite par la Bible, célébrée le huitième jour à dater du début de la fête de Souccot et marquant le début de la saison des pluies en terre d’Israël. Bien que fortement associée à Souccot, elle est néanmoins considérée comme indépendante de cette dernière.
Les pratiques observées en ce jour varient, selon qu'on se trouve en terre d’Israël ou en diaspora.

## Chemini Atseretdans les sources juives

### Dans la Bible hébraïque
L’atsérèt est mentionnée deux fois dans le Pentateuque, toujours à la suite de la fête de Souccot, lorsque celle-ci est décrite en tant que « fête à YHWH », mais non en tant que « fête de la récolte,. » Les offrandes qui lui sont particulières (korban moussaf) sont également décrites après celles de Souccot.
Il semble que la solennité du huitième jour ait été respectée parmi les enfants d’Israël à l’époque du premier Temple de Jérusalem comme à celle du second.

### Dans la littérature rabbinique
Les Sages insistent particulièrement sur le fait que Chemini Atseret est « une fête en elle-même » (reggel bifnei atsmo), et non un prolongement de Souccot (à l'exception de deux passages du traité Taanit). Six preuves que les fêtes sont distinctes sont mentionnées en plusieurs occurrences ; elles sont désignées par le sigle PaZeR QeSHeV (פז"ר קש"ב),  :
- Pis : il était de coutume de tirer au sort (pis) les cohanim (prêtres) qui seraient préposés aux offrandes. Le sort n'était pas tiré à Souccot mais l’était à Chemini Atseret ;
- Zman : la bénédiction de l'époque (zman), récitée le premier jour d’une fête uniquement, l’est à Chemini Atzeret de la même façon qu’au premier jour de Souccot ;
- Reguel : on ne s’assoit pas dans la soukka à Chemini Atseret (en terre d’Israël), alors que c’est une prescription pendant les sept jours de Souccot ; selon une autre explication, le fait que Chemini Atzeret soit mentionnée dans la Torah par un nom particulier, démontre bien qu’il s'agit d'une fête (reguel) particulière ;
- Qorban : les offrandes (qorban) particulières de Souccot sont différentes de celles de Chemini Atseret
- SHir : le chant (shir) des chantres lévites du Temple était également différent, selon qu’il s'agissait de Soukkot ou de Chemini Atseret ;
- Brakha : il existait une coutume spécifique à Chemini Atseret d’adresser au roi (du royaume unifié d’Israël puis, après le schisme de Jéroboam, de Juda) une bénédiction (brakha) particulière.

Son caractère, sur lequel la Torah ne donne pas d'indice, est également exploré :
- certains Sages, observant que le septième jour de Pessa'h est également dénommé atseret[8] et qu’on appelait Chavouot « Atsarta » à l’époque du Second Temple[9], en concluent que Chemini Atseret est la « fête de clôture » de Souccot, de même que Chavouot est celle de Pessa'h ; si elle a lieu immédiatement après Souccot et non après cinquante jours, c'est parce que Dieu n’a pas voulu imposer à ses fidèles un nouveau pèlerinage lors de la saison des pluies[10].
- selon d’autres, atseret est à rapprocher de hè'atsèr (« retenir, » cf. Juges 13:15), et Dieu, à l'image d’un roi qui a entretenu ses invités pendant sept jours (il s’agit d'une allusion à l’offrande des 70 taureaux pendant les sept jours de Souccot, offerts, selon la tradition rabbinique, pour les 70 nations dénombrées dans la table des nations), retient son « fils, » l'assemblée d’Israël, un jour de plus[10].

## Observance deChemini Atzeretdans le judaïsme rabbinique

### Rite et liturgie
La fête de Chemini Atseret se tenait, à l'époque des premier et second Temples, à Jérusalem, où les enfants d'Israël faisaient des offrandes à Dieu selon les ordonnances bibliques. 
En l'absence d’un Temple reconstruit, la liturgie se concentre principalement sur le souvenir de ces anciens rites et offrandes.
Le rituel liturgique de Chemini Atseret comprend : 
- une ʿamida (prière) de sept bénédictions où Chemini Atseret est dénommé zman sim'hatenou (« la période de notre joie »), comme Souccot
- la lecture du Hallel dans son entièreté (du Psaume 113 au Psaume 118) mais sans utiliser les quatre espèces, propres à la fête de Souccot
- une lecture de la Torah spéciale
- un office de prière supplémentaire (moussaf).

#### Différences entre la terre d'Israël et la diaspora
Les Juifs célèbrent Chemini Atseret pendant un seul jour en terre d’Israël, alors que ceux de la diaspora la fêtent pendant deux jours (à l’exception des juifs réformés).
Par conséquent, en terre d'Israël, la célébration de Chemini Atseret se confond avec celle de Sim'hat Torah. On ne dort plus dans la soukka et les processions avec les livres de la Torah s’intercalent entre le Hallel et la lecture de la Torah, où sont lus les passages propres à Sim'hat Torah.
En diaspora, du fait de la coutume de prolonger les fêtes bibliques d’un jour, les repas sont encore pris dans la soukka le premier jour de Chemini Atseret et il est recommandé d'y dormir ; cependant, Chemini Atseret étant une « fête en elle-même, » il faut veiller à attendre la tombée de la nuit pour commencer la cérémonie du kiddouch car la bénédiction est particulière à Chemini Atseret et ne peut être faite à Souccot. De même, il serait contradictoire de réciter la bénédiction « béni sois-Tu [...] de nous avoir prescrit de siéger dans la soukka,. » Il faut commencer à vider la soukka de son contenu et le transporter à son domicile mais attendre la fin de Sim'hat Torah pour le ranger.

#### Lecture de la Torah
Le premier jour de la fête de Chemini Atseret, on lit dans un premier rouleau de la Torah les passages contenant les prescriptions relatives aux fêtes de pèlerinage et aux dimes (Deutéronome 15:19 - 16:17), et dans un second, la section sur l’offrande particulière à ce jour (Nombres 29:35-37). Le yizkor (prière de commémoration des morts) est lu lorsqu’on remet les rouleaux de la Torah dans l’arche après cette récitation car elle évoque les dons volontaires, considérés comme propices au repos des disparus.
La haftara (section des Livres prophétiques présentant une thématique commune aux passages du Pentateuque) est lue dans I Rois 8:54-66. Il était de coutume à Troyes de lire l’Ecclésiaste, que la plupart des communautés lisent à Souccot ; toutefois, si le premier jour de Souccot a lieu un chabbat et qu’il n'y a par conséquent pas de chabbat pendant la période mi-fériée, l’Ecclésiaste est bien lu à Chemini Atseret.
Au second jour, où l’on célèbre Sim'hat Torah, ce sont les passages propres à cette fête qui sont lus.

#### Office supplémentaire
La grande particularité de Chemini Atseret a lieu lors de l’office de moussaf : au cours de la répétition de la prière par l’officiant, celui-ci intercale la Tefillat Haguechem (prière de la pluie) devant l’Arche ouverte, sur un air austère et solennel évoquant celui des Jours redoutables ; dès lors, les Juifs implorent Dieu de « faire souffler le vent et descendre la pluie, » jusqu'à l’office de moussaf du premier jour de Pessa'h.

## Observance de Chemini Atzeret dans les traditions non-rabbiniques

### Dans le karaïsme
Pour les Karaïtes, adeptes d'un courant du judaïsme qui accepte la lettre (la Bible hébraïque) mais non la parole (la tradition orale rabbinique), Chemini Atseret doit être observée par un (seul) jour chômé, sans l’associer aux festivités de Sim'hat Torah qui est une innovation rabbinique. Néanmoins, le cycle karaïte de lecture de la Torah s’achève, comme le cycle rabbinique, à Chemini Atzeret et, en Israël, où Chemini Atseret et Sim'hat Torah sont célébrés le même jour, les Karaïtes désignent bien le jour sous le nom de Chemini Atseret.
Par ailleurs, la détermination du calendrier karaïte ne se basant pas sur des calculs astronomiques mais sur l’observation directe de la nouvelle lune et de la germination de l'orge, le vingt-deuxième jour du septième mois n’est pas célébré à la même date que le 22 tishrei du calendrier juif (en 2010, il a eu lieu le 30 septembre pour les Rabbanites et le 1er octobre pour les Karaïtes).

### Dans le samaritanisme
Les Samaritains, adeptes d’un mosaïsme non-juif qui ne reconnaît que les six premiers Livres de la Bible comme canoniques, célèbrent un seul jour de fête.
Peu après minuit, des prières commencent dans leur lieu de culte et durent plus de dix heures. Après la fête, les souccot sont démontées, leur armature entreposée jusqu’à l’an prochain et les fruits qui les décorent pressés ou mangés par les enfants.